# Валенсия, Фреди
Хоан Камило Торрес Гуаса (англ. Jhoan Camilo Torres Guazá; род. 16 августа 2001, Бельо, Антьокия) — колумбийский футболист, полузащитник клуба ЛАСК. 

## Клубная карьера
Валенсия — воспитанник клуба «Бока Хуниорс Кали». 18 марта 2018 года в матче против «Атлетико Кали» он дебютировал в колумбийской Примере B. 25 августа 2019 года в поединке против «Барранкильи» Фреди забил свой первый гол за «Бока Хуниорс Кали». В 2020 году Валенсия перешёл в австрийский ЛАСК. 26 сентября в поединке против «Аустрии» из Лустенау Фреди дебютировал за фарм-клуб во Второй Бундеслиге Австрии. 31 июля 2022 года в матче против венской «Аустрии» он дебютировал за основной состав в австрийской Бундеслиге.